# Come out Ye Black and Tans
Come out Ye Black and Tans ist ein Folklied des irischen Songwriters und Sängers Dominic Behan. Es handelt vom irisch-britischen Konflikt in Dublin in den 1920er Jahren und zählt zur Irish Rebel Music.

## Hintergrund
Der Song nimmt Bezug auf den Irischen Unabhängigkeitskrieg und die IRA, die gemeinsam mit der republikanischen Partei Sinn Féin eine eigenständige irische Republik ausriefen.
Der Titel bezieht sich auf die Black and Tans, eine britische paramilitärische Gruppierung, die in den 1920er Jahren zur Bekämpfung der IRA von der britischen Regierung gebildet wurde. Ihre Aufgabe war die Unterdrückung und Bekämpfung der republikanischen Freiheitsbewegungen in Irland. Dabei ging sie mit Unterstützung von britischen Polizeikräften äußerst brutal vor.
Behan selber stammt aus einer politisch sehr engagierten Familie, sein Vater war Mitglied der IRA und kämpfte im irischen Befreiungskrieg gegen die britischen Truppen. Auch Dominic Behan war Mitglied in der Jugendorganisation der IRA und veröffentlichte mehrere Gedichte in deren Zeitung.

## Inhalt des Songs
Das Lied wird eingeleitet, indem der Erzähler, der zur Zeit des irisch-britischen Konfliktes lebt, von seinem Vater singt, und wie dieser nach abendlichen Pub-Besuchen „die Nachbarn aufforderte herauszukommen“ (he would invite the neighbours out) mit der Aufforderung Come out ye Black and Tans, come out and fight me like a man (deutsch: Kommt heraus, ihr Black and Tans, und kämpft gegen mich wie ein Mann).
Weiterhin wird im Refrain mit dem Satz Show your wife how you won medals down in Flanders auf die Tatsache angespielt, dass viele Mitglieder der Black and Tans im Ersten Weltkrieg in Belgien gekämpft haben. Gleichzeitig wird dazu aufgefordert zu erzählen, wie sie von der IRA aus den Straßen der Ortschaft Killeshandra verjagt wurden.
Im weiteren Verlauf des Liedes wird auf einige frühere Freiheitskämpfe und -kämpfer verwiesen, so zum Beispiel auf den Osteraufstand von 1916. Zudem wird der nationale Kampf der Iren mit dem Unabhängigkeitskampf anderer kolonialisierter Völker wie den Arabern oder Zulu gleichgestellt. Die Aussagen können sich auf den Zulukrieg und die Niederschlagung des Mahdi-Aufstands beziehen.

## Weitere Verwendung
Das Lied wurde bald zu einer landesweit bekannten Hymne der irischen Unabhängigkeitsbewegung und gehört zu den bekanntesten Stücken von Dominic Behan. Auch die späteren Generationen der IRA, obwohl sie ideologisch nur wenig mit der Bewegung aus den 1920ern gemeinsam hatten, verwendeten das Lied als Hymne.
Die Tageszeitung Irish Independent berichtete im Rahmen des Old-Firm-Derbys, dass es eine Stereotype sei, dass Anhänger von Celtic Glasgow "Come out Ye Black and Tans" als Klingelton ihrer Handys hätten und „Undefeated Army“ (eines der Mottos der IRA) T-Shirts tragen.
Der Oktoberklub benutzte die Melodie mit dem sozialistischen deutschen Text „Es ziehen die Söhne los, sind noch nicht mal richtig groß“.